# Sinia (ciudad)
Sinia o Xinias (en griego, Ξυνία, Ξυνίαι) es el nombre de una antigua ciudad griega de Tesalia, cerca del límite del territorio de los enianes.
Tito Livio la cita en el marco de la segunda guerra macedónica: en el año 198 a. C., tras la retirada de Filipo V de Macedonia del territorio de Tesalia, y después de que Acarra fuera ocupada por los etolios, los campesinos de Sinia, aterrorizados y sin armas, abandonaron su ciudad pero en su huida se encontraron con soldados etolios que los mataron. A continuación los etolios ocuparon la ciudad.
Es mencionada también por Esteban de Bizancio, que señala que fue citada por Polibio en su libro noveno.
Se identifica con unos restos situados en la orilla oriental del lago Sinia, a 4 kilómetros de la actual población de Xiniada, que antes se había llamado Daoukli. Se trataba de un pequeño territorio cuya topografía proporcionaba buenas condiciones para la defensa frente a ataques militares.